# La tempestad de nieve
"La tempestad" (o La tempestad de nieve) (en ruso: Мете́ль, Metél' ) es el segundo de cinco cuentos cortos que conforman Los cuentos de Ivan Petrovich Belkin de Aleksandr Pushkin. El manuscrito del cuento fue originalmente terminado de escribir el 20 de octubre de 1830. Inicialmente iba a ser el último de Los cuentos de Ivan Petrovich Belkin a ser publicado, pero Pushkin decidió desplazar la historia al comienzo del volumen. La novela, tan cómica y a la vez tan dramática, es considerada una de las obras de arte de la literatura rusa.  

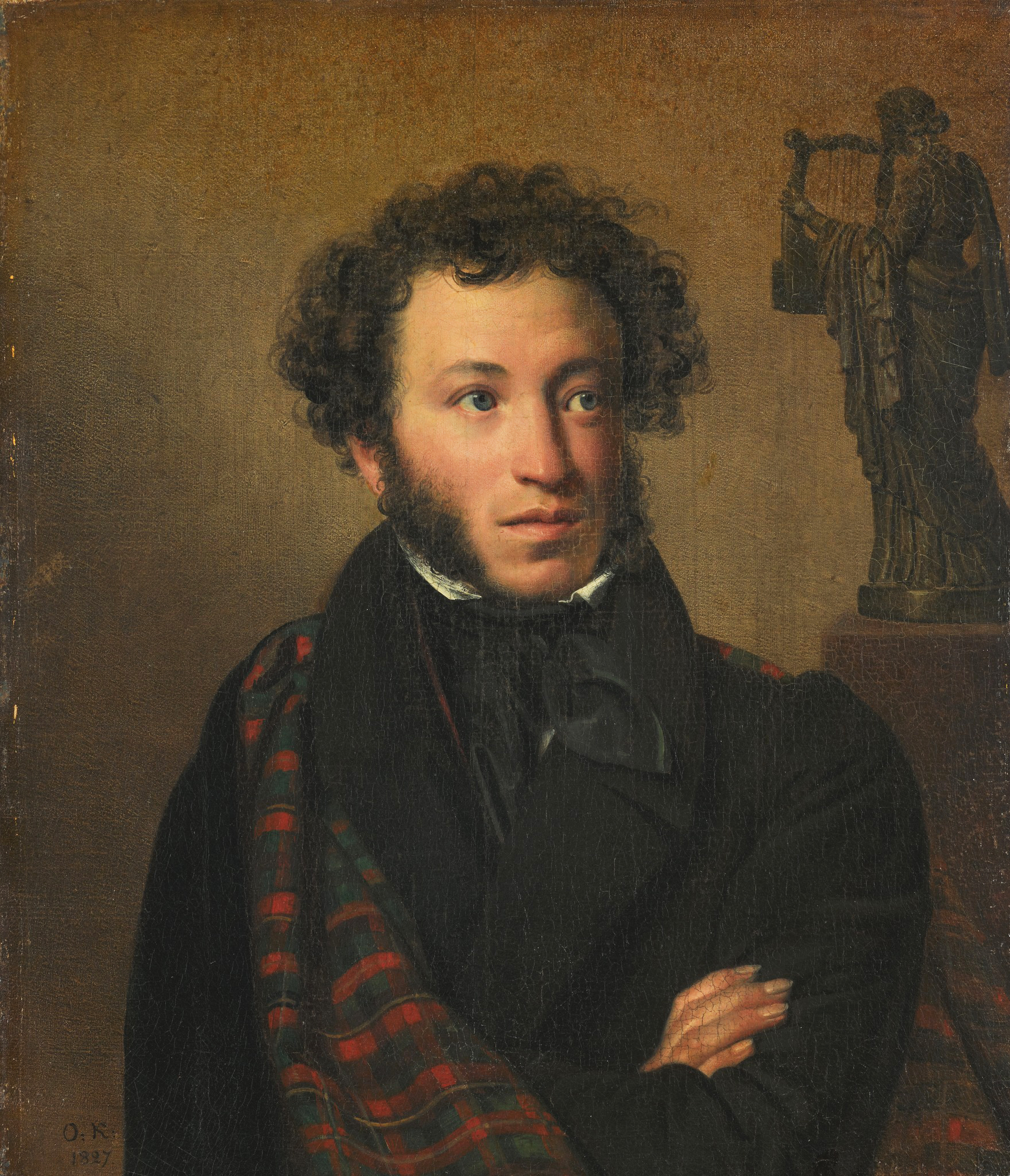
Retrato de Alexander Pushkin (Orest Kiprensky, 1827)

## Trama

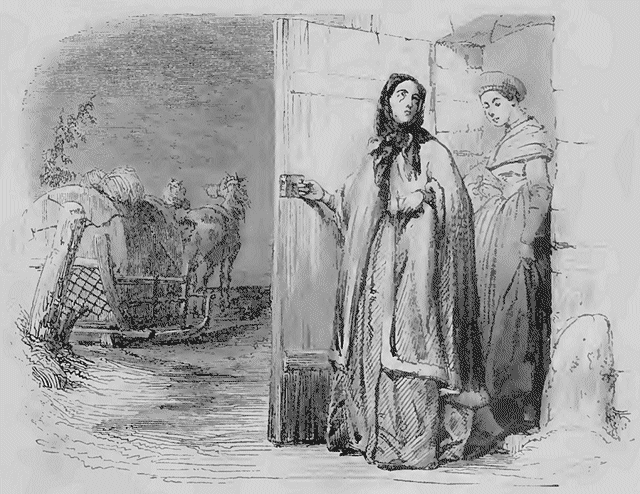
Ilustración que acompañaba la edición francesa de la historia, ca. 1843

El cuento trata sobre la relación romántica de una joven dama aristócrata llamada Maria Gavrilovna (Gavrilovna es un patronímico, no un apellido), su amado y las coincidencias inusuales que los acompañan. Lo siguiente esta copiado del programa de Ledbetter (ver bibliografía):
En 1811, una joven de diecisiete años, llamada Maria Gavrilovna, se enamora de un joven oficial, Vladimir Nikolayevich. Sus padres desaprueban la relación, que continúa hasta el invierno mediante la correspondencia. Finalmente deciden fugarse, casarse rápidamente y luego arrojarse a los pies de sus padres para pedir perdón (confiados en que un matrimonio celebrado en la Iglesia Ortodoxa Rusa sería considerado eterno e inquebrantable).
El plan era que Maria Gavrilovna se escapara en medio de una noche de invierno y tomara un trineo hasta la iglesia de un pueblo lejano, donde su amor la encontraría para la boda. En la noche en cuestión, una tormenta de nieve se desata, pero la joven logró hacer todo lo que había prometido y llegar a la iglesia. Su amante, por otro lado, conduciendo solo hacia la cita, se perdió en la oscuridad y la tormenta, llegando a la iglesia muchas horas tarde y no encontró a nadie allí.
A la mañana siguiente, Masha estaba una vez más en casa, pero muy enferma. En un delirio febril, dijo lo suficiente para dejar claro a su madre que estaba perdidamente enamorada del joven oficial. Sus padres, decidiendo que se trataba de un amor predestinado, dieron su permiso para una boda. Pero cuando escribieron para informar al oficial de este hecho, su respuesta fue casi incoherente. Les pidió perdón e insistió en que su única esperanza era la muerte. Se reincorporó al ejército (era ahora el año fatal de 1812, cuando Napoleón hizo su famoso ataque contra Rusia), fue herido en la batalla de Borodino y murió.
Mientras tanto, el padre de Masha murió, dejándola como la joven más rica de su región. Los pretendientes presionaron por su mano, pero ella se negó a aceptar a nadie. Parecía vivir solo por el recuerdo de su amor perdido.
Finalmente, sin embargo, conoció a un coronel herido de los húsares, Burmin, que estaba visitando la propiedad cerca de la suya. Burmin era un hombre apuesto que alguna vez tuvo la reputación de ser un libertino notorio, pero que ahora era a la vez tranquilo y modesto en su personalidad. Los dos desarrollaron una cálida amistad, y quedó muy claro que él era tan comedido que nunca le hizo ninguna declaración de amor o propuesta formal. Masha arregló intencionalmente una situación en la que podrían hablar libremente sin nadie más cerca. Finalmente rompe su silencio: la ama apasionadamente pero no puede esperar ninguna felicidad con ella porque ya está casado, lleva cuatro años casado con una mujer a la que no conoce y a la que no puede esperar volver a ver nunca más.
Para la asombrada Masha, le explica que, en el invierno de 1812, estaba tratando de reunirse con su regimiento, cuando se produjo una terrible tormenta de nieve. Viajando en una troika con un guía, se perdieron en un país desconocido. Al ver una luz en la distancia, se dirigieron hacia ella y se encontraron en la iglesia de una aldea donde la gente gritaba "¡Por aquí!" Cuando se detuvo en la iglesia, le dijeron que la novia se había desmayado y que el sacerdote no sabía qué hacer. Cuando vieron al joven soldado, le preguntaron si estaba listo para continuar. Burmin, el joven libertino, notó el atractivo de la novia y decidió gastar una broma al seguir adelante con la ceremonia. La iglesia estaba a oscuras, iluminada solo por unas pocas velas, y todos en ella eran poco más que una sombra. Cuando, al final, le dijeron que besara a su novia, ella se dio cuenta de que no era su intención y se desmayó. Mientras los testigos lo miraban con horror, salió corriendo y se fue.
Le explica a Masha que estaba tan perdido que aún no sabe el nombre de la aldea donde se casó ni quién podría haber sido la novia. Cuando termina la historia, Maria Gavrilovna toma la mano del hombre al que ha llegado a amar y se identifica como la novia perdida.

## Estilo
Pushkin usa su historia para enhebrar una parodia sobre los temas clásicos de motivación gótica que aparecen en Lenore (balada) y la balada de Vasili Zhukovski, "Svetlana". En ambas baladas, el amante solo puede soñar e 'imaginar' la vida con su amante fallecido. Pushkin juega con esta idea presentando la misma situación para Marya; sin embargo, debido a un caso de circunstancias fortuitas e imprevistas, Marya está casada con su amante vivo. Pushkin imita el estilo de estas baladas, pero lo crea a través de una serie de circunstancias realistas.

## Temas

### Héroe
En Los cuentos del difunto Ivan Petrovich Belkin, Pushkin utiliza una variedad de pretendientes caballeros estereotipados como el héroe de los cuentos. Bumin actúa como el héroe en este cuento. Su criminal salvaje y límite al casarse con una novia desconocida en la iglesia finalmente lo llevó a casarse con la mujer de sus sueños.

### Antihéroe
Vladimir es el contador o antihéroe de la historia. Siendo un pequeño propietario de tierras, es demasiado pobre para perseguir abiertamente la mano de Masha en matrimonio. Los planes de matrimonio de Vladimir se detuvieron por circunstancias desafortunadas (la tormenta de nieve, heridas fatales durante la guerra). Sin embargo, los mismos eventos desafortunados son los que le otorgan a Burmin la capacidad de liderar un noviazgo exitoso con María.

## Estructura
Más del setenta por ciento de las oraciones dentro de la historia incluyen segmentos de oraciones simples cortadas por un punto y coma. La trama de la historia se puede dividir en 13 partes únicas:
1. Se presentan los dos amantes, junto con su situación y planes para casarse
2. María hace sus preparativos para irse y pasar sus últimos momentos en casa
3. Vladimir se va y parte a través de la tormenta de nieve hacia la iglesia
4. María se enferma en su casa y profesa su amor a sus padres
5. Vladimir se niega a entrar en la casa de María y se alista en el ejército
6. El estado de las heridas y la muerte de María y Vladimir en la Batalla de Borodinó
7. Muerte del padre de Masha y su partida a una nueva propiedad
8. Describe la fe de María a la memoria de su amante muerto
9. Una degresión al estado actual de las cosas en Rusia
10. Llega Burmin y se establecen los sentimientos entre Masha y Burmin
11. Declaración de amor de Burmin
12. El papel de Burmin en los eventos que ocurrieron durante la ventisca cuando se suponía que Masha y Vladimir debían fugarse
13. Breve explicación de eventos

## Adaptaciones

### Película
La historia fue convertida en película por el director Vladímir Básov. La banda sonora de la película fue escrita por Gueorgui Svirídov, quien luego modificó la banda sonora en una suite musical del mismo nombre.

### Musical
La suite de Gueorgui Svirídov ("ilustraciones musicales de la historia de Aleksandr Pushkin"), aunque en su mayoría desconocida en América, es muy popular en Rusia. Según la banda sonora que escribió para la película de Basov, los movimientos de la suite son:
1. Troika
2. Vals
3. Primavera - Otoño
4. Romance
5. Pastoral
6. Pequeña marcha militar
7. Boda
8. Eco del vals
9. Final